# Memorial dos Ex-Combatentes de Volta Redonda
Memorial dos Ex-Combatentes de Volta Redonda, ou simplesmente Memorial dos Ex-Combatentes, é um museu localizado na cidade de Volta Redonda, mais precisamente na Praça Monte Castelo - popularmente conhecida como "a Praça do Avião" - no bairro Sessenta, que possui um acervo voltado a contar sobre a participação dos soldados da cidade e da região que combateram na II Guerra Mundial. O local abriga peças, fotografias e o armamento usado pelos combatentes.
Inaugurado em 2002, o complexo, além de ser a sede da Associação dos Ex-Combatentes do Brasil em Volta Redonda, abriga ainda um auditório para eventos e biblioteca.